# Edison (skivbolag)

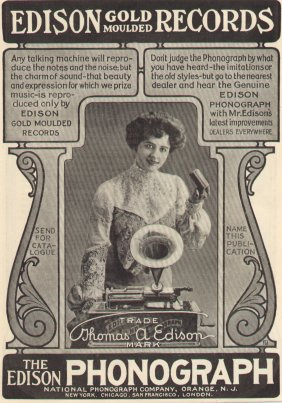
Reklam från 1903

Edison Records var ett skivbolag, startat 1888 med idén om Thomas Edisons fonograf. 1929 gick den i konkurs.
Edisons skivbolag namngav ofta inte artisterna.